# Gagaku
Gagaku (雅楽, gagaku, música e danças da antiga corte imperial, lit. "música elegante") é um tipo de música clássica japonesa que foi apresentada na Corte Imperial em Quioto por vários séculos. Ela consiste de três repertórios primários:
1. canções e dança religiosa e folclórica nativa xintoísta, chamadas de kuniburi no utamai
2. Uma forma goguryeo e da Manchúria, chamada de komagaku (em homenagem a Koma, um dos Três Reinos)
3. Uma forma da China e sul da Ásia (especificamente dinastia Tang), chamada de tōgaku.

O gagaku, como o shōmyō, emprega a escala yo, uma escala pentatônica com intervalos crescentes de dois, três, dois, dois e três semitons entre os cinco tons da escala.
O gagaku foi inscrito em 2009 na Lista representativa do Património Cultural Imaterial da Humanidade da UNESCO.

## História do gagaku

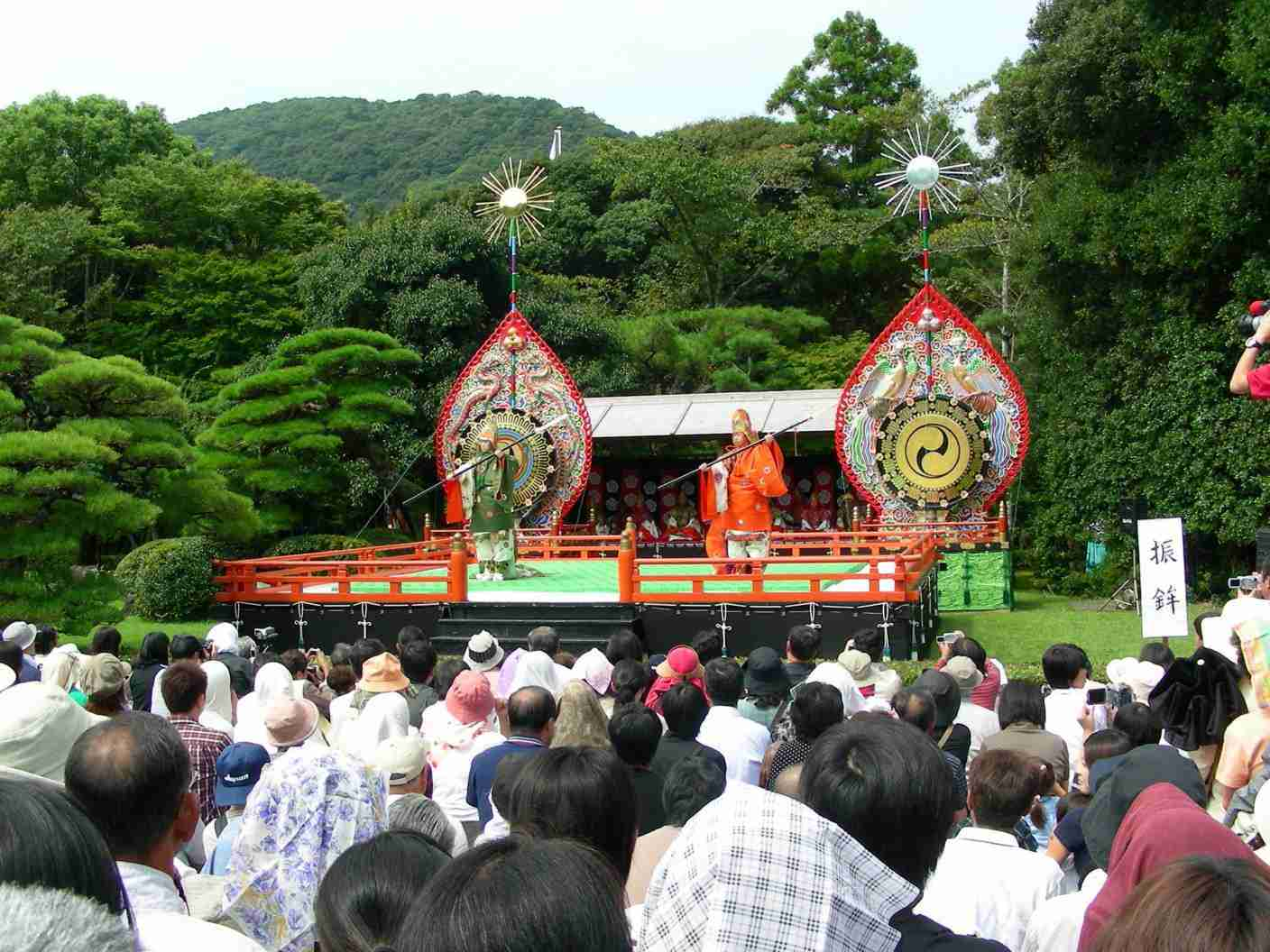
Jingu-Bugaku em Kotaijingu (Naiku), Ise, província de Mie

No século VII, o gakuso (uma cítara) e o gakubiwa (um alaúde de pescoço curto) foram introduzidos no Japão a partir da China. Vários instrumentos incluindo esses dois foram usados antigamente para tocar o gagaku.
O gagaku, a música clássica mais antiga do Japão, foi introduzido no Japão com o budismo a partir da China. Em 589, delegações diplomáticas japonesas foram enviadas para a China (durante a dinastia Sui) para aprender cultura chinesa, incluindo a música da corte chinesa, o gagaku.
O Komagaku e o togaku chegaram no sul do Japão durante o período Nara (710-794), e estabeleceram-se nas divisões básicas modernas durante o período Heian (794-1185). As performances do gagaku foram tocadas por músicos que pertenciam às guildas hereditárias. Durante o período Kamakura (1185-1333), o domínio militar era imposto e o gagaku era apresentado nas casas da aristocracia, mas raramente na corte. Nessa época, havia três guildas baseadas em Osaka, Nara e Quioto.
Devido à Guerra de Ōnin, uma guerra civil de 1467 a 1477 durante o período Muromachi, o gagaku tinha sido parado de tocar em Quioto por cerca de 100 anos. Na era Edo, o governo Tokugawa reorganizou o estilo da corte, que é a raiz direta do gagaku atual.
Após a Restauração Meiji de 1868, os músicos de todas as três guildas vieram à capital e seus descendentes compuseram a maior parte do atual Departamento de Música do Palácio Imperial de Tóquio. Na época, a composição foi estabelecida, que consiste de três instrumentos de sopro; hichiriki, ryūteki e shō (órgão de boca de bambu usado para fornecer harmonia); e três instrumentos de percussão; kakko (tambor pequeno), shōko (percussão de metal), e taiko (tambor) or dadaiko (grande tabor), complementado pelo gakubiwa.
O gagaku também acompanha performances de dança clássica (chamada de bugaku 舞楽), e ambos são usados em cerimônias religiosas pelo movimento e Tenrikyo e por alguns templos budistas.
O gagaku relaciona-se com o teatro, que se desenvolveu em paralelo. O Noh foi desenvolvido no século XIV.
Hoje, o gagaku é apresentado em duas formas:
- como kangen, música de sopro, cordas e percussão;
- como bugaku ou música de dança para a qual os instrumentos de corda são omitidos.

O komagaku sobrevive apenas como bugaku.
Conjuntos de gagaku contemporâneo, como o Reigakusha (伶楽舎), apresentam composições contemporâneas para instrumentos gagaku. Este subgênero de obras contemporâneas para instrumentos gagaku, que começou na década de 1960, é chamado de reigaku (伶楽). Compositores do século XX como Tōru Takemitsu compuseram obras para conjuntos de gagaku, bem como instrumentos individuais de gagaku.

## Instrumentos usados no gagaku
Instrumentos de sopro, corda e percussão são elementos essenciais na música gagaku.

### Sopro
- Hichiriki (篳篥), oboé
- O-hichiriki (大篳篥)
- Ryūteki (龍笛), flautas tranversais
- Shō (笙), órgão de boca
- U (竽), grande órgão de boca
- Komabue (高麗笛)
- Azuma-asobi-bue (東遊笛, também chamada de chukan
- Kagurabue (神楽笛)
- Shakuhachi (尺八)
- Haishō (排簫)

### Cordas
- Biwa (gakubiwa)(楽琵琶), alaúde de 4 cordas
- Gakuso (koto, 箏), cítara de 13 cordas de origem chinesa
- Kugo, (箜篌) harpa angular usada em tempos antigos e recentemente revivida
- Genkan (阮咸)
- Yamatogoto (大和琴, também chamado de wagon), cítara de origem japonesa com 6 ou 7 cordas

### Percussão
- Shōko (鉦鼓), pequeno gongo, batido com duas varas de chifres
- Kakko (鞨鼓), pequeno tambor em forma de ampulheta batido com duas varas de madeira
- Tsuri-daiko (釣太鼓), tambor em um suporte com uma cabeça pintada, tocada com uma vara acolchoada
- Ikko, tambor pequeno decorado em forma de ampulheta
- San-no-tsuzumi (三の鼓), tambor em forma de ampulheta
- Shakubyoshi (笏拍子, também chamado de shaku), válvula feita de um par de madeiras planas
- Hōkyō (方響)

## Influências na música ocidental
Começando no século XX, alguns compositores clássicos ocidentais se interessaram no gagaku e compuseram obras baseadas nele. Os mais famosos entre eles são Henry Cowell (Ongaku, 1957), La Monte Young (inúmeras obras de música drone, mas especialmente Trio for Strings, 1958), Alan Hovhaness (várias obras), Olivier Messiaen (Sept haïkaï, 1962), Lou Harrison (Pacifika Rondo, 1963), Benjamin Britten (Curlew River, 1964), e Bengt Hambraeus (Shogaku, de Tre Pezzi per Organo, 1967). Ákos Nagy (Veiled wince flute quartet - 2010).
Um dos mais importantes músicos gagaku do século XX, Masataro Togi (que serviu por muitos anos como músico chefe) instruiu compositores americanos como Alan Hovhaness e Richard Teitelbaum a tocarem instrumentos gagaku.

## Outra influência cultural
O poeta americano Steve Richmond desenvolveu um estilo único baseado nos ritmos do gagaku. Richmond ouvia músicas de gagaku em registros do Departamento de Etnomusicologia da U.C.L.A. no início da década de 1960. Em uma entrevista em 2009 com o escritor Ben Pleasants, Richmond afirmou que ele tinha escrito cerca de 8 mil a 9 mil poemas de gagaku.